# Hydra umfula
Hydra umfula is een hydroïdpoliep uit de familie Hydridae. De poliep komt uit het geslacht Hydra. Hydra umfula werd in 1948 voor het eerst wetenschappelijk beschreven door Ewer. 